# جان گیل لمون
جان گیل لمون (انگلیسی: John Gill Lemmon; ۱ ژانویهٔ ۱۸۳۲ – ۲۴ نوامبر ۱۹۰۸) گیاه‌شناس اهل ایالات متحده آمریکا بود.